# Neopanorpa lipingensis
Neopanorpa lipingensis är en näbbsländeart som beskrevs av Cai och Hua 2009. Neopanorpa lipingensis ingår i släktet Neopanorpa och familjen skorpionsländor. Inga underarter finns listade i Catalogue of Life.